# Нагісо (Нагано)

35°36′13″ пн. ш. 137°36′32″ сх. д. / 35.60361° пн. ш. 137.60889° сх. д.
Нагісо́ (яп. 南木曽町, なぎそまち, МФА: [nagʲiso mat͡ɕi̥]) — містечко в Японії, у повіті Кісо префектури Нагано. Станом на 1 квітня 2009 площа містечка становила 215,96 км². Станом на 1 липня 2011 населення містечка становило 4711 осіб.